# Raymond Lebreton
Pour les articles homonymes, voir Lebreton.
Raymond Lebreton, né le 29 août 1941 à Vassy dans le Calvados et mort le 6 août 2022, est un coureur cycliste français, professionnel en 1966 et en 1967.

## Biographie
Raymond Lebreton commence sa carrière en 1957 à Barfleur. Il conclut sa première course par une première victoire. De 1961 à 1963, il est sous les drapeaux en Algérie puis au Tchad. Il signe son retour à la compétition par neuf victoires sous les couleurs de l'équipe de Périers-Sports.
En 1964, il est pré-sélectionné dans l'équipe de France qui participe aux Jeux olympiques à Tokyo (Japon) avant de rejoindre l'année suivante la prestigieuse équipe amateur de l'AC Boulogne-Billancourt (ACBB). En 1965, il remporte avec elle le championnat de France des sociétés.
Lebreton signe son premier contrat de cycliste professionnel avec l'équipe Kamomé-Dilecta-Dunlop qui compte dans ses rangs le champion du monde en titre André Darrigade. Il dispute le Tour de France 1966, où il est disqualifié dans la 16e étape, pour être arrivé hors délais.
Chez les professionnels, en 1966, il obtient une deuxième place dans la deuxième étape du Tour de Luxembourg ; en 1967, il est à créditer d'une victoire à Malachappe-à-Pluvigner, d'une deuxième place à Ploeuc et d'une troisième place à Plancoët.
En dépit de l'intérêt de la célèbre équipe Peugeot, il retourne chez les amateurs en 1969 et y court jusqu'à la fin de sa carrière en 1978. Au total, il gagne 213 courses amateurs durant sa carrière.
Il est directeur sportif de l'Amicale cycliste octevillaise pendant cinq ans.
Il vit à Tourlaville.
Il meurt le 6 août 2022 à Cherbourg à l'âge de 80 ans.
La partie "Biographie" est principalement tirée de l'article de Raymond Lebreton sur Wikimanche 

## Palmarès
- 1964
  - Prix de la Saint-Laurent
- 1965
  -  Champion de France des sociétés
  - Circuit des Trois Provinces :
    - Classement général
    - Deux étapes
- 1968
  - 2e du Grand Prix Michel-Lair
- 1969
  - 3e du Grand Prix Michel-Lair

## Résultats sur le Tour de France
1 participation
- 1966 : hors délais (16e étape)